# Xã Marion, Quận Bourbon, Kansas
Xã Marion (tiếng Anh: Marion Township) là một xã thuộc quận Bourbon, tiểu bang Kansas, Hoa Kỳ. Năm 2010, dân số của xã này là 1.109 người.